# コーカサス戦争
コーカサス戦争、カフカーズ戦争（ロシア語: Кавказская война）とは、1817年～1864年の間、北コーカサスを支配しようとするロシア帝国とコーカサスのチェチェン人・ダゲスタン人（アヴァール人, レズギン人, クムイク人等）・カラチャイ人・チェルケス人（アディゲ人, カバルド人）・アブハズ人・アバザ人・ウビフ人等の間で行われた戦争。

## 歴史

### 前史
ナポレオン・ボナパルトのロシア遠征の結果、ティルジット条約が破棄された。ロシア帝国はイギリスと急速に接近することになり、イギリスの仲介によってゴレスターン条約が締結された。ロシア帝国は、19世紀初頭にグルジアとアゼルバイジャンをガージャール朝ペルシアから併合した。しかし、これらの土地がダゲスタン等の地によって分断されていたことから、ロシア帝国は、この分断を解消するためにコーカサス全土の征服を目指して開戦した。

### 侵攻
1816年、特別グルジア軍司令官エルモーロフがアレクサンドル1世の承認を得て平定作戦を開始。
1817年、コーカサス戦争勃発。
1817年から1821年にかけて、ロシア軍によるプレグラド陣地・グロズヌイ・ヴニェザープナヤ・ブールナヤ要塞の建設を開始。
1822年から1826年にかけ、チェルケス人のザクバニエ族（露: закубанских горцев, 英: zakubanski highlanders）に対するロシア軍の懲罰作戦、ベイ＝ブラート蜂起の鎮圧を行った。
1825年アレクサンドル1世死去、同年12月14日に起きたデカブリストの乱によりロシアの第一次遠征（1817年–1825年）は終了した。この戦争が42年間という長きに及んだ主な原因は、デカブリストの乱で中断された事にあり、その結果としてガージャール朝ペルシア（ロシア・ペルシア戦争、トルコマーンチャーイ条約）、オスマン帝国（露土戦争）がイスラム勢力を支援する介入戦争を開始した。
1826年、ロシア・ペルシア戦争勃発。
1827年、パスケヴィッチ将軍がコーカサス総司令官に任命された。
1828年、露土戦争勃発。
1830年、ガジ＝マホメドがダゲスタンの初代イマームを宣言し、ジハードを布告。さらに同年、イスラム神秘主義のナクシュバンディー教団がイマーム国を建国して軍事・政治制度を整備して強大なロシア帝国に対抗する余裕を与え、ハジ・ムラートのような有能な軍事指導者が活躍する余地を与えることになった。
1831年、ガジ＝マホメド軍、タルキ、キズリャル、ブールナヤ、ヴニェザープナヤ、デルベントを奪取。後にロシア軍の反撃が始まり、ダゲスタン山岳部に退却した。ポーランドの11月蜂起で中断され、パスケヴィッチ将軍がポーランドへ転戦。
1832年、en:Battle of Gimryの戦闘でガジ＝マホメドが死亡。ガムザト＝ベク、第2代イマームを宣言。
1833年、ロシアの第二次遠征（1825年–1833年）終了。
1834年、ガムザト＝ベク、アヴァール・ハン国の首都フンザフに侵攻。ガムザト＝ベクがロシアへの抵抗を拒否したOmar, Pakkou-Bekkheの家族を処刑。その報復でハジ・ムラートらがガムザト＝ベクを暗殺した。シャミール、第3代イマームを宣言。
1835年、アレクサンドル・バリャチンスキー将軍、コーカサス総司令官に任命。
1837年、イマーム国がアヴァール・ハン国を併合し、シャミールがダゲスタン（アヴァール・ハン国）のハンを名乗り、ハジ・ムラートを追放。
1839年、en:Siege of Akhoulgo。
1840年、en:Battle of the Valerik River。セミョーン・アタルシチコフがクバン・コサック部隊（1860年にクバーニ・コサック軍）に配属される。
1842年、en:Battle of Dargo (1842)。
1843年、それまでロシアに中立の姿勢だったシャミールが、突如アヴァール・ハン国内のロシア軍に対し掃討戦を実施。
1844年、ミハイル・セミョーノヴィチ・ヴォロンツォフがコーカサス総督府（1844年-1853年）に任命
1845年、アレクサンドル・バリャチンスキー将軍、コーカサス総司令官（1844年-1856年）に任命。en:Battle of Dargo (1845)。
1851年、シャミールがハジ・ムラートの暗殺を謀ったが、発覚して、ハジ・ムラートはロシア帝国に逃亡。ハジ・ムラートの家族は処刑された。1851年にハジ・ムラートとシャミールが不仲になると、ロシア帝国のアヴァール・ハン国への離間工作活動が成功し、イスラム勢力は分裂して弱体化した。
1852年、4月24日（5月5日）にハジ・ムラートがアゼルバイジャンから逃亡を試みたが、失敗して殺害された。ハジ・ムラートの首は皇帝ニコライ1世のもとに送られた。
1853年、クリミア戦争が激化し、ロシア帝国はシャミールに停戦を申し出た。黒海衆はクリミアへ配置転換。クリミア戦争等でたびたび中断され、戦争は長期化した。
1855年、戦闘が再開。1856年、黒海衆・防衛線衆がコーカサス戦争に参加。
1857年、A.バリャチンスキー将軍、コーカサス総督（1857年-1862年）に任命。
1859年、シャミール、グニブ山で敗北し（en:Battle of Ghunib）、イワン・ラザレフによる説得に応じてロシア軍に投降する。
1860年、黒海衆と防衛線衆を統合したクバーニ・コサック軍が結成される。
1864年、ロシアによるコーカサスの征服が完了した。

## 影響

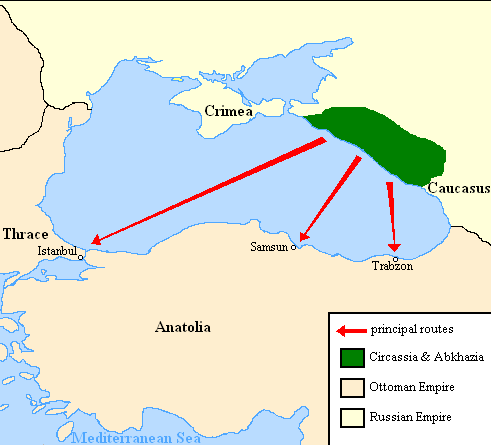
オスマン帝国へのチェルケス人の追放

戦争は、1859年に北コーカサスの東部でシャミールがロシア帝国に投降したとき、又は1864年にロシア帝国がコーカサスの征服を完了したときをもって終結とされる。1859年のシャミール投降後、西部ではなおもコーカサスの先住民チェルケス人が抵抗運動を続け、チェルケス人虐殺が行われた。さらに戦後、西部のムスリム住民を中心にオスマン帝国への人口移動が行われた。
1890年頃にはチェチェンのグロズヌイを中心とする石油化学産業が発展し、ウラジカフカス鉄道（露: Владикавказская железная дорога、英: Vladikavkaz Railway）沿線のコサックの町が急速に近代化した。

## コーカサス戦争を題材にした作品

### 小説
- レフ・トルストイ『ハジ・ムラート（英語版）』・・・1851年から1853年にかけて従軍し、ハジ・ムラートの事件は現地に従軍中の出来事である。

### 映画
- "Agi Murad, il diavolo bianco"（英: The White Warrior、日: 快傑白魔）・・・リッカルド・フレーダ監督。Steve Reeves主演。イタリア映画（1959年）。ハジ・ムラートのロシア帝国に対する闘争を描いた。